# Powiat Tiszakécske
Powiat Tiszakécske (węg. Tiszakécskei járás) – jeden z dziesięciu powiatów komitatu Bács-Kiskun na Węgrzech. Siedzibą władz jest miasto Tiszakécske.

## Miejscowości powiatu Tiszakécske
- Lakitelek
- Szentkirály
- Tiszaalpár
- Szentkirály
- Tiszakécske
- Tiszaug